# Ida Corr
Ida Corr (født 14. marts 1977 i Aarhus) er en dansk/gambiansk sangerinde og sangskriver. Hun vandt i 1991 som 14-årig det første børne-Melodi Grand Prix med bandet Årgang '77 med sangen "Steal my heart" og som 16-årig optrådte hun med sit band på Skanderborg Festival foran 18.000 mennesker som opvarmning for The Sandmen.
I en årrække sang hun kor for Gnags, Sanne Salomonsen og andre store danske navne, før hun i 2005 debuterede med sit første soloalbum Streetdiva. I 2007 fik hun et internationalt klubhit med singlen "Let Me Think About It", der blev remixet af house-dj'en Fedde le Grand og gik ind som #1 på dance-hitlisterne i Storbritannien og USA. I Storbritannien blev singlen nummer to på UK Singles Chart.

## Musikkarriere
I 2002 medvirkede hun i TV-programmet Venner for livet på TV 2. I 2007 fik Ida Corr et verdenshit med den nederlandske DJ Fedde le Grands remix af single Let Me Think About It fra albummet Robosoul. Nummeret nåede en placering som nummer to på den engelske singlehitliste, og i USA var det en førsteplads på dancelisten. Desuden har Ida Corr også ligget i top på adskillige andre landes hitlister.
I 2004 medvirkede hun på Rasmus Nøhrs debutalbum Rasmus Nøhr med duetten "Det glade pizzabud".
I 2009 udgav hun sit sjette album Under The Sun, som blandt andet indeholdt singlerne Time, I Want You og Under The Sun Feat. Shaggy. Hun har også indspillet en sang med Simon Mathew, kaldet Illusion.
I 2010 medvirkede hun på Katos single "Sjus", sammen med Camille Jones og Johnson. Singlen gik ind som #1 på single-hitlisten og har opnået platin-status for 30.000 solgte eksemplarer
Den 30. maj 2011 udgav Corr sin første dansksprogede solosingle, "Musen efter katten".
Den 28. december 2012 medvirkede Corr for første gang som dommer i sjette sæson af X Factor ved siden af Thomas Blachman og Anne Linnet Band-forsanger Anne Linnet, hvor hun erstattede Pernille Rosendahl. I X Factor førte hun en af sine solister, Chresten, frem til at vinde konkurrencen. Den 12. september 2013 blev det meddelt, at Corr vil blive erstattet af tidligere dommer Lina Rafn i X Factors syvende sæson.
I 2013 medvirkede Corr i reklamer for TDC, ligesom singlen "Hold My Head Up High" blev udgivet gennem selskabets platforme. Ida Corr udgav sit fjerde studiealbum, Corr Values den 28. oktober 2013 på sit eget pladeselskab House of Corr. Albummet blev ikke nogen kommerciel succes, da det solgte under 40 eksemplarer den første uge, hvilket ikke var nok til at komme ind på album-hitlistens top 100.
I 2016 deltog hun i det populære musik tv-program Toppen Af Poppen. Dette gjorde hun sammen med Hanne Boel, Peter A.G, Fallulah, Djames Braun, Lau Højen (Carpark North) og Troels Gustavsen.

## Privatliv
Fra 2007 til 2017 dannede Ida Corr par med den otte år yngre fodboldspiller Jens Waltorp Sørensen. Den 25. november 2011 fødte Corr parrets første barn, Cassius. Ida Corr har tidligere været kæreste med ishockeyspilleren Nicolas Monberg, og stand-up-komiker Timm Vladimir.

## Diskografi

### Album
- Streetdiva (2005)
- Robosoul (2006)
- Under the Sun (2009)
- Corr Values (2013)

### Opsamlingsalbum
- One (2008)
- Singled Out (2012)

### Andre album
- Sha Li Mar (2002) (med Sha Li Mar)
- SugaRush Beat Company (2008) (med SugaRush Beat Company)

### Singler
- 2004 "I Put My Faith in You" (Morten Trust featuring Ida Corr)
- 2004 "Det glade pizzabud" (med Rasmus Nøhr)
- 2005 "U Make Me Wanna" (featuring Ataf)
- 2005 "Make Them Beg" (featuring Al Agami)
- 2005 "Country Girl"
- 2006 "Late Night Bimbo"
- 2006 "Lonely Girl"
- 2007 "Let Me Think About It" (Ida Corr vs. Fedde le Grand)
- 2008 "Ride My Tempo"
- 2009 "Time"[13]
- 2009 "I Want You"[14]
- 2009 "Under The Sun" (featuring Shaggy)
- 2009 "Illusion" (med Simon Mathew)
- 2010 "In The Name Of Love"
- 2010 "Sjus" (med Kato, Camille Jones og Johnson)
- 2011 "What Goes Around Comes Around"
- 2011 "Musen efter katten"
- 2011 "Musen efter katten" (Kato og Clemens Remix)
- 2012 "Naughty Girl"
- 2012 "You Make My Heart Go" (med Havin Zagross & Alex Saja)
- 2012 "See You Later" (med Bimbo Jones)
- 2012 "Tonight I'm Your DJ" (featuring Fatman Scoop)
- 2016 "Christmas Time"